# Emma Johansson
Emma Karolina Johansson, född 23 september 1983 i Sollefteå, är en svensk före detta professionell tävlingscyklist som bland annat har representerat Sverige i olympiska sommarspelen 2008 i Peking i Kina.
OS i Peking 2008 var Johanssons första olympiska spel. Hon tog en silvermedalj i linjeloppet den 10 augusti, Sveriges första olympiska medalj i OS 2008, och landets första medalj i cykel sedan olympiska sommarspelen 1988. Det blev också den första medaljen någonsin för svensk damcykel i de olympiska spelen. Emma Johansson förlorade spurtstriden mot Nicole Cooke från Storbritannien med ungefär en cykellängds marginal. Hon deltog även i OS 2012, där hon slutade på 14:e plats i tempoloppet.
Före OS-silvret hade hon en sjätteplats i cykel-VM som främsta merit.
I slutet av augusti 2008 tog Emma Johansson sin första seger i ett etapplopp när hon vann det franska femdagarsloppet Trophée d'Or Féminin.
Johansson, bosatt i Belgien och Norge tillsammans med sin man och tillika tränare Martin Vestby, tävlade för det australiska stallet ORICA-AIS. Paret gifte sig 2011. Den 11 april 2018 fick de sonen Morris.
Emma Johansson blev världsetta efter tävlingen Baskien runt den 17 april 2016. 
Under olympiska sommarspelen i Rio de Janeiro 2016 tog Johansson ännu ett silver i linjeloppet.
Inför säsongen 2017 beslöt hon sig för att avsluta proffskarriären.
Hon var även expertkommentator under Tour de France 2017.

## Biografi
Även om Emma Johansson är född i Sollefteå växte hon upp och bodde sina första år i Kyrkdal i Kramfors kommun. Familjen flyttade till Sollefteå när hon var i 10-årsåldern. Efter något år i Sollefteå började hon att ägna sig åt längdskidåkning i Sollefteå Skidklubb och var relativt framgångsrik även inom det.

### Mountainbike-karriären
Emma Johansson blev dock intresserad av mountainbike i 12-årsåldern efter det att hennes äldre bror börjat med MTB och Emma Johansson blev då medlem i Forsmo IF, cirka en mil från Sollefteå. Men eftersom de flesta aktiva bodde i Sollefteå bedrevs den största delen av träningen runt Vemyra-området på militära övningsfält som bjöd på många stigar, elljusspår och grusvägar. Emma Johansson bodde bara ett par hundratal meter från träningsområdet precis i utkanten av Vemyra.
I mitten av 1990-talet var sporten fortfarande väldigt ny i Sverige och utövarna var inte speciellt många. Emma Johansson visade dock tidigt att hon var en talangfull cyklist och på sitt första MTB-SM 1996 i Uddevalla tog Johansson sina första SM-medaljer då hon blev tvåa på Cross Country (XC) och vann tempo-loppet. Hon visade även framfötterna i den väldigt populära Sverigecupen FunSport Mountainbike Cup och Forsmo IF arrangerade en av deltävlingarna 1996. 
Runt denna tidpunkten började mountainbiken växa ordentligt i Sverige och utövarna blev fler och fler. 1997 års MTB-SM avgjordes i Rättvik och här började Johansson en imponerande vinstrad där hon vann 10 SM-guld på fem år. 1997 vann hon 3 guld i grenarna XC, tempo och parallellslalom. Givetvis var hon även framgångsrik i detta årets MTB-cup. 
1998 var höjdpunkten MTB-SM på hemmaplan i Sollefteå. Arrangemanget delades med Härnösand och i Sollefteå avgjordes downhill, parallellslalom och tempo medan XC avgjordes i Härnösand. Emma Johansson vann guld i tempo och XC. Faktum är att Forsmo IF blev den framgångsrikaste klubben i detta SM med ett 10-tal medaljer där majoriteten var guld. Johansson fortsatte även detta år att dominera i MTB-cupen.
MTB-SM 1998 blev dock ett stort ekonomiskt bakslag för Forsmo IF och ett flertal av ledarna/föräldrarna valde istället att starta en egen klubb till 1999 års säsong, Sollefteå MTB Klubb. Forsmo IF klarade av de ekonomiska svårigheterna tack vare en djup kassakista, men de flesta av cyklisterna fortsatte dock i den nya klubben SMTBK trots att den hade en rätt ansträngd ekonomi och medlemmarna fick betala de flesta av omkostnaderna, något som Forsmo IF kunnat stå för tidigare. 
Detta visade sig senare bli dödsstöten för MTB-sporten i Sollefteå. Från att ha varit en av Sveriges största ungdomsklubbar lyckades inte den nya klubben förvalta Forsmo IF:s arv och ta hand om nya ungdomar eftersom de inte hade ekonomi för en ungdomsverksamhet och på bara några år försvann cykelsporten från Sollefteå. Även Forsmo IF fortsatte med en cykelsektion då ett antal cyklister inte ville byta klubb till SMTBK, men hade ingen möjlighet att driva en ungdomsverksamhet då man helt enkelt saknade ledare. 
Detta påverkade dock inte Johansson nämnvärt då hon fortsatte att dominera MTB-Sverige i sin årskull även 1999. Detta var även året Emma Johansson började på Skara Cykelgymnasium vilket senare skulle leda till att hon sadlade om som cyklist, från MTB till landsväg. Eftersom landsvägscykling är en viktig del på Cykelgymnasiet blev det mindre och mindre MTB och mer landsväg.
Emma Johansson fortsatte dock med MTB i ett par år till men vann sitt senaste guld på ett MTB-SM 2001, då som junior. Som senior har Johansson två brons och ett silver från MTB-SM. Det senaste MTB-SM Johansson deltog i var det hennes nuvarande klubb, Härnösands CK, arrangerade 2005. Johansson bytte klubb till Härnösand CK 2004 när hon valde att satsa på landsvägscykling efter studierna på Skara Gymnasium och hon upplevde att SMTBK inte kunde erbjuda den stöttning hon behövde.

### Landsvägscykling

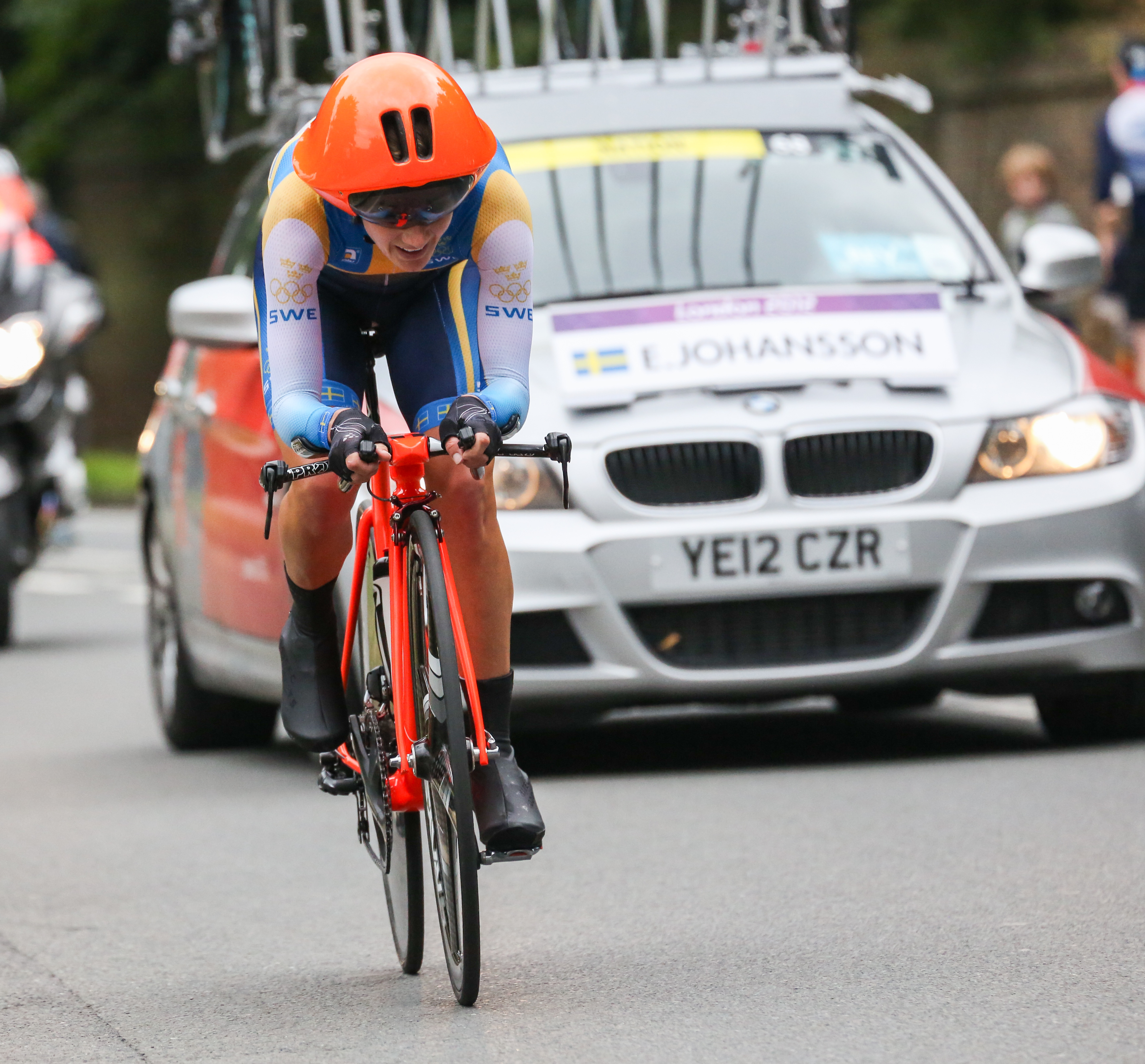
Emma tävlandes i damernas tempolopp i landsvägscykling vid olympiska sommarspelen 2012.

För att utveckla sin karriär som landsvägscyklist valde Emma Johansson att 2004 tillbringa några månader i Spanien i hopp om att bli upptäckt och få chansen i ett stall för damcyklister. Men det blev inte som Johansson hade hoppats på och hon valde att åka hem till Sverige igen. Men Johansson gav inte upp och tack vare de kontakter som hennes klubb HCK hade fick hon chansen att flytta till Holland och arbeta halvtid som au-pair. 
Denna gången gick det bättre och i juni 2005 signerade Johansson sitt första proffskontrakt med det spanska stallet Bizkaia-Panda Software-Durango. Johansson fortsatte i stallet även 2006 och började nu göra sig ett namn inom damcyklingen och fick chansen att starta i flera stora tävlingar såsom Giro d’Italia och Tour de France.
Detta ledde till att Johansson till 2007 valde att cykla för det belgiska stallet Vlaanderen–Capri Sonne–T Interim och detta var året som många vill klassa som hennes genombrottssäsong med en 6:e plats på VM som den största framgången.
Emma Johansson valde att byta stall även inför 2008 och cyklade detta år för AA-Drink Cycling Team och fick nu en större uppbackning och var den som de övriga i stallet cyklade för. Givetvis är silvermedaljen på OS i Peking den tydligaste framgången 2008 men man får inte glömma bort segern i etapploppet Trophée d'Or Féminin vilket är den första större segern.
Till 2009 valde Emma Johansson att återigen byta stall, men detta är i stort sett samma stall som 2008 men med ett nytt namn, RedSun Cycling Team. Detta är dock betydligt tydligare uppbyggt runt Johansson och hon själv har hjälpt till med att fixa sponsorer till stallet bland annat IT-företaget Enfo. Nu är 2009 års säsong endast i sin linda men redan har Johansson visat att hon kan bli en av som största cyklisterna, då hon på de tre första världscuptävlingarna kommit tvåa, trea och nu senast vann hon. Segern innebar även att hon övertog totalledningen i världscupen.
En av de främsta förklaringarna  till Johanssons snabba utveckling de senaste åren har enligt henne själv varit norrmannen Martin Vestby, hennes tränare. Han var själv proffscyklist under ett par år men nu ägnar han sig åt annat, bland annat som tränare till henne. Makarna träffades på den svenska cykelgalan. De två gifte sig 8 januari 2011.
I Sverige har Emma Johansson tävlat på SM och världscuptävlingen i Vårgårda. På SM har hon vunnit sex guld i tempolopp och fyra guld i linjelopp.  Hon har aldrig placerat sig lägre än sjua på de SM hon ställt upp i.